# 23. ceremonia wręczenia Orłów
23. ceremonia wręczenia Orłów za rok 2020, odbyła się 21 czerwca 2021 roku.
Nominacje do Orłów 2021 ogłoszone zostały 22 kwietnia 2021 roku.
Polska Nagroda Filmowa została wręczona w 19 kategoriach. Po raz piąty ceremonię transmitowała telewizja Canal+.

## Laureaci[2]

### Najlepszy Film
- Zabij to i wyjedź z tego miasta
  - 25 lat niewinności. Sprawa Tomka Komendy
  - Jak najdalej stąd
  - Sala samobójców. Hejter
  - Szarlatan

### Najlepsza Główna Rola Męska
- Piotr Trojan – 25 lat niewinności. Sprawa Tomka Komendy
  - Arkadiusz Jakubik – Jak najdalej stąd
  - Maciej Musiałowski – Sala samobójców. Hejter
  - Ivan Trojan – Szarlatan
  - Andrzej Seweryn – Zieja

### Najlepsza Główna Rola Kobieca
- Agata Kulesza – 25 lat niewinności. Sprawa Tomka Komendy
  - Zofia Stafiej – Jak najdalej stąd
  - Maja Ostaszewska – Śniegu już nigdy nie będzie
  - Agata Kulesza – Śniegu już nigdy nie będzie
  - Zofia Domalik – Wszystko dla mojej matki

### Najlepsza Reżyseria
- Jan Holoubek – 25 lat niewinności. Sprawa Tomka Komendy
  - Piotr Domalewski – Jak najdalej stąd
  - Agnieszka Holland – Szarlatan
  - Jan Komasa – Sala samobójców. Hejter
  - Mariusz Wilczyński – Zabij to i wyjedź z tego miasta

### Najlepszy Scenariusz
- Mariusz Wilczyński – Zabij to i wyjedź z tego miasta
  - Andrzej Gołda – 25 lat niewinności. Sprawa Tomka Komendy
  - Piotr Domalewski – Jak najdalej stąd
  - Mateusz Pacewicz – Sala samobójców. Hejter
  - Marek Epstein – Szarlatan

### Najlepsza Drugoplanowa Rola Męska
- Jan Frycz – 25 lat niewinności. Sprawa Tomka Komendy
  - Andrzej Konopka – 25 lat niewinności. Sprawa Tomka Komendy
  - Maciej Stuhr – Sala samobójców. Hejter
  - Andrzej Chyra – Śniegu już nigdy nie będzie
  - Łukasz Simlat – Śniegu już nigdy nie będzie

### Najlepsza Drugoplanowa Rola Kobieca
- Kinga Preis – Jak najdalej stąd
  - Maria Sobocińska – Wszystko dla mojej matki
  - Magdalena Różczka – 25 lat niewinności. Sprawa Tomka Komendy
  - Agata Kulesza – Sala samobójców. Hejter
  - Danuta Stenka – Sala samobójców. Hejter

### Najlepsze Zdjęcia
- Piotr Sobociński Jr. – Jak najdalej stąd
- Michał Englert – Śniegu już nigdy nie będzie
  - Paweł Flis – Interior
  - Martin Štrba – Szarlatan
  - Witold Płóciennik – Zieja

### Najlepsza Scenografia
- Christopher Demuri, Lech Majewski – Dolina Bogów
  - Mariusz Wilczyński – Zabij to i wyjedź z tego miasta
  - Katarzyna Sobańska, Marcel Sławiński – Sala samobójców. Hejter
  - Milan Býček – Szarlatan
  - Maciej Fajst – 25 lat niewinności. Sprawa Tomka Komendy

### Najlepsza Muzyka
- Tadeusz Nalepa – Zabij to i wyjedź z tego miasta
  - Hania Rani – Jak najdalej stąd
  - Michał Jacaszek – Sala samobójców. Hejter
  - Włodek Pawlik – Wszystko dla mojej matki
  - Antoni Komasa-Łazarkiewicz i Mary Komasa-Łazarkiewicz – Szarlatan

### Najlepsze Kostiumy
- Katarina Štrbová-Bieliková – Szarlatan
  - Weronika Orlińska – 25 lat niewinności. Sprawa Tomka Komendy
  - Małgorzata Braszka – Psy 3. W imię zasad
  - Małgorzata Zacharska – Sala samobójców. Hejter
  - Katarzyna Lewińska – Śniegu już nigdy nie będzie
  - Elżbieta Radke, Zuzanna Glińska(inne języki) – Zieja

### Najlepsza Charakteryzacja
- Liliana Gałązka, Mirela Zawiszewska – 25 lat niewinności. Sprawa Tomka Komendy
  - Dominika Dylewska – Dolina Bogów
  - Gabriela Polakova, Rene Stejskal – Szarlatan
  - Waldemar Pokromski – Śniegu już nigdy nie będzie
  - Pola Guźlińska – Wszystko dla mojej matki
  - Ewa Drobiec, Grzegorz Szczuka – Zieja
  - Áslaug Dröfn Sigurðardóttir – Złotokap

### Najlepszy Montaż
- Rafał Listopad – 25 lat niewinności. Sprawa Tomka Komendy
  - Agnieszka Glińska – Jak najdalej stąd
  - Aleksandra Gowin – Sala samobójców. Hejter
  - Pavel Hrdlička – Szarlatan
  - Cezary Grzesiuk – Z wnętrza

### Najlepszy Dźwięk
- Franciszek Kozłowski – Zabij to i wyjedź z tego miasta
  - Krzysztof Jastrząb – Zieja
  - Joanna Napieralska – Catalina
  - Kacper Habisiak, Marcin Kasiński, Jerzy Murawski – Sala samobójców. Hejter
  - Kacper Habisiak, Marcin Kamiński, Przemysław Kamieński – 25 lat niewinności. Sprawa Tomka Komendy

### Najlepszy Dokument
- Wieloryb z Lorino, reż. Maciej Cuske
  - Zwyczajny kraj, reż. Tomasz Wolski
  - Ściana cieni, reż. Eliza Kubarska
  - Lekcja miłości, reż. Małgorzata Goliszewska, Katarzyna Mateja
  - Guczo. Notatki z życia, reż. Maria Zmarz-Koczanowicz

### Najlepszy Film Europejski
(Kraj produkcji • Reżyser – Tytuł)
- • Grímur Hákonarson – Daleko od Reykjavíku
  -  • Autumn de Wilde – Emma
  -  • Rupert Goold – Judy
  -  • Ladj Ly – Nędznicy
  -  • Marco Bellocchio – Zdrajca

### Najlepszy filmowy serial fabularny
- Król
  - Chyłka. Rewizja
  - Rysa
  - Szadź
  - W głębi lasu

### Odkrycie Roku
- Jan Holoubek – za film 25 lat niewinności. Sprawa Tomka Komendy
  - Zofia Stafiej – za rolę w filmie Jak najdalej stąd
  - Zofia Domalik – za rolę w filmie Wszystko dla mojej matki
  - Mariusz Wilczyński – za reżyserię filmu Zabij to i wyjedź z tego miasta
  - Mariusz Wilczyński – za scenariusz do filmu Zabij to i wyjedź z tego miasta

### Nagroda Publiczności
- Sala samobójców. Hejter, reż. Jan Komasa
  - Jak najdalej stąd, reż. Piotr Domalewski
  - 25 lat niewinności. Sprawa Tomka Komendy, reż. Jan Holoubek